# HD110274
HD110274 — хімічно пекулярна зоря спектрального класу A0, що має видиму зоряну величину в смузі V приблизно  9,4.
Вона  розташована на відстані близько 5528,1 світлових років від Сонця.

## Пекулярний хімічний склад
Зоряна атмосфера HD110274 має підвищений вміст 
Eu
.